# Lamesley
Lamesley – wieś i civil parish w Anglii, w hrabstwie ceremonialnym Tyne and Wear, w dystrykcie metropolitalnym Gateshead. Leży 7 km na południe od centrum Newcastle i 391 km na północ od Londynu. W 2011 roku civil parish liczyła 3742 mieszkańców.